# Alois Gbelec
Alois Gbelec (ur. 16 marca 1916 we Vrbeticach, zm. 22 grudnia 2006 w Brnie) – czechosłowacki kierowca i konstruktor wyścigowy.

## Biografia
W latach 50. zakupił Aero Minora i wystawiał go w wyścigach, zajmując m.in. trzecie miejsce w wyścigu Ecce Homo 1952 (kl. S750). W 1956 roku wygrał natomiast wyścig „O hornickou rubačku”, odbywający się w Rosicach. W roku 1957 skonstruował pojazd Gbelec Sport 1000, oparty po części na Aero Minorze, napędzany jednolitrowym silnikiem Wartburga. W 1962 roku rywalizował pojazdem marki IFA. Następnie ścigał się samochodami jednomiejscowymi. W 1963 roku zajął czwarte miejsce w Grand Prix Czechosłowacji, za Kurtem Bardim-Barrym, Jochenem Rindtem i Romanem Dirschlem. W 1964 roku wyprodukował własny samochód wyścigowy, którym rozpoczął starty w Formule 3. W 1965 roku zajął drugie miejsce w Jiczynie. Rywalizował nim do 1968 roku. W 1967 roku wystartował ponadto Saabem 96 wraz z Jiřím Rosickým w wyścigu 6h Brna, ale załoga nie ukończyła rywalizacji.

## Wyniki
| Legenda oznaczeń w tabelach wyników Wyświetl szablon na nowej stronie | Legenda oznaczeń w tabelach wyników Wyświetl szablon na nowej stronie                                                                     |
| Oznaczenie                                                            | Wyjaśnienie |
| --------------------------------------------------------------------- | --- |
| Złoty                                                                 | Zwycięzca lub mistrzostwo |
| Srebrny                                                               | 2. miejsce lub wicemistrzostwo |
| Brązowy                                                               | 3. miejsce lub II wicemistrzostwo |
| Zielony                                                               | Ukończył, punktował (w klasyfikacji generalnej, gdy zdobył co najmniej jeden punkt na przestrzeni sezonu, poza trzema powyższymi opcjami) |
| Niebieski                                                             | Ukończył, nie punktował (w klasyfikacji generalnej, gdy nie zdobył co najmniej jednego punktu na przestrzeni sezonu)                      |
| Czerwony                                                              | Nie zakwalifikował się (NZ) |
| Czerwony                                                              | Nie prekwalifikował się (NPK) |
| Różowy                                                                | Nie ukończył (NU) |
| Różowy                                                                | Niesklasyfikowany (NS) (w klasyfikacji generalnej, gdy nie został sklasyfikowany w żadnym wyścigu sezonu)                                 |
| Czarny                                                                | Zdyskwalifikowany (DK) |
| Czarny                                                                | Wykluczony (WYK/EX) |
| Biały                                                                 | Nie wystartował (NW) |
| Biały                                                                 | Kontuzjowany (K/INJ) |
| Biały                                                                 | Wyścig odwołany (OD/C) |
| Bez koloru                                                            | Został wycofany (WYC/WD) |
| Bez koloru                                                            | Nie przybył (NP/DNA) |
| Bez koloru                                                            | Nie brał udziału w treningach (NT/DNP) |
| Bez koloru                                                            | Nie został zgłoszony (–) |
| Pogrubienie                                                           | Start z pole position |
| Kursywa                                                               | Najszybsze okrążenie wyścigu |
| †                                                                     | Nie ukończył, ale jego rezultat został zaliczony ze względu na przejechanie więcej niż 90% dystansu wyścigu.                              |
| *                                                                     | Sezon w trakcie |
| 1/2/3                                                                 | Punktowana pozycja w sprincie kwalifikacyjnym                                                                                             |
| Lista systemów punktacji Formuły 1                                    | |

### Puchar Pokoju i Przyjaźni
| Rok  | Samochód   | Silnik   | Wyniki w poszczególnych eliminacjach | Wyniki w poszczególnych eliminacjach | Wyniki w poszczególnych eliminacjach | Wyniki w poszczególnych eliminacjach | Pkt. | Msc. |
| ---- | ---------- | -------- | ------------------------------------ | ------------------------------------ | ------------------------------------ | ------------------------------------ | ---- | ---- |
| 1964 |            |          |                                      | Czechosłowacja                       |                                      |                                      | ?    | ?    |
| 1964 | Gbelec I   | Wartburg | 6                                    | ?                                    | ?                                    | 10                                   | ?    | ?    |
| 1966 |            |          |                                      |                                      |                                      |                                      | ?    | ?    |
| 1966 | Gbelec II  | Wartburg | 14                                   | -                                    | -                                    | -                                    | ?    | ?    |
| 1967 |            |          |                                      |                                      | Czechosłowacja                       |                                      | ?    | ?    |
| 1967 | Gbelec III | Wartburg | -                                    | -                                    | -                                    | NU                                   | ?    | ?    |
| 1968 |            |          |                                      | Czechosłowacja                       |                                      |                                      | ?    | ?    |
| 1968 | Gbelec III | Wartburg | NU                                   | 5                                    | ?                                    |                                      | ?    | ?    |

### Wschodnioniemiecka Formuła 3
| Rok  | Zespół   | Samochód   | Silnik   | Wyniki w poszczególnych eliminacjach | Wyniki w poszczególnych eliminacjach | Wyniki w poszczególnych eliminacjach | Wyniki w poszczególnych eliminacjach | Wyniki w poszczególnych eliminacjach | Wyniki w poszczególnych eliminacjach | Pkt. | Msc. |
| ---- | -------- | ---------- | -------- | ------------------------------------ | ------------------------------------ | ------------------------------------ | ------------------------------------ | ------------------------------------ | ------------------------------------ | ---- | ---- |
| 1964 |          |            |          |                                      |                                      |                                      |                                      |                                      |                                      | 0    | NS   |
| 1964 | ARC Brno | Gbelec I   | Wartburg | -                                    | -                                    | -                                    | -                                    | 6                                    | -                                    | 0    | NS   |
| 1965 |          |            |          |                                      |                                      |                                      |                                      |                                      |                                      | 0    | NS   |
| 1965 | ARC Brno | Gbelec I   | Wartburg | -                                    | -                                    | 8                                    | -                                    | -                                    | -                                    | 0    | NS   |
| 1967 |          |            |          |                                      |                                      |                                      |                                      |                                      |                                      | 0    | NS   |
| 1967 | ARC Brno | Gbelec III | Wartburg | -                                    | -                                    | -                                    | -                                    | -                                    | NU                                   | 0    | NS   |
| 1968 |          |            |          |                                      |                                      |                                      |                                      |                                      |                                      | 0    | NS   |
| 1968 | ARC Brno | Gbelec III | Wartburg | 4                                    | -                                    | -                                    | -                                    |                                      |                                      | 0    | NS   |

### Polska Formuła 3
| Rok  | Zespół   | Samochód   | Silnik   | Wyniki w poszczególnych eliminacjach | Wyniki w poszczególnych eliminacjach | Wyniki w poszczególnych eliminacjach | Wyniki w poszczególnych eliminacjach | Pkt. | Msc. |
| ---- | -------- | ---------- | -------- | ------------------------------------ | ------------------------------------ | ------------------------------------ | ------------------------------------ | ---- | ---- |
| 1964 |          |            |          |                                      |                                      |                                      |                                      | 0    | NS   |
| 1964 | ARC Brno | Gbelec I   | Wartburg | -                                    | -                                    | 10                                   | -                                    | 0    | NS   |
| 1968 |          |            |          |                                      |                                      |                                      |                                      | 0    | NS   |
| 1968 | ARC Brno | Gbelec III | Wartburg | 5                                    | -                                    |                                      |                                      | 0    | NS   |